# Capriata d'Orba
Capriata d'Orba är en ort och kommun i provinsen Alessandria i regionen Piemonte i Italien. Kommunen hade 1 844 invånare (2018).